# Pholidoskepia
De Pholidoskepia is een orde van weekdieren uit de klasse Solenogastres (wormmollusken).

## Families
- Dondersiidae Simroth, 1893
- Gymnomeniidae Odhner, 1920
- Lepidomeniidae Pruvot, 1902
- Macellomeniidae Salvini-Plawen, 1978
- Meiomeniidae Salvini-Plawen, 1985
- Sandalomeniidae Salvini-Plawen, 1978